# Mejilla
La mejilla, el cachete o carrillo (en latín: buccae) es cada una de las dos prominencias que hay en el rostro humano, debajo de los ojos. También se llama así a la parte carnosa de la cara, encima del hueso cigomático desde los pómulos hasta debajo de la mandíbula y a lado de los labios. En términos anatómicos, representa la pared lateral de la cavidad oral. Su función se basa en impulsar los alimentos hacia las arcadas dentarias, evitando que los mismos se alojen en el vestíbulo de la boca

## Estructura
El tejido subcutáneo de la mejilla contiene muchas fibras musculares.  Los músculos más grandes son el masetero y el buccinador, que es el principal involucrado en la compresión de las mejillas. El buccinador se encuentra en lo profundo de cada mejilla, formando su parte media.
Tres huesos del cráneo dan forma al marco óseo de la anatomía de la mejilla. La parte superior está formada por el maxilar, y el cigomático, la parte inferior está formada por la mandíbula.  
La glándula parótida (glándula salival más grande) también ayuda a formar la mejilla ya que se encuentra en cada mejilla junto a la oreja. Los conductos de las glándulas parótidas pasan por las mejillas. 
Las mejillas contienen bolsas de grasa bucal   que se encuentran en la superficie externa del músculo buccinador cerca de la capa superficial de la piel. Estas almohadillas de grasa ayudan a dar plenitud a las mejillas y afectan la forma de la cara.

## Tono de las mejillas
El rubor o coloración en las mejillas se debe a la alteración en el trabajo del sistema nervioso, que consiste en la gran sensibilidad ante estímulos emocionales menores. Se asocia con el aumento del flujo sanguíneo, suele ser una manifestación inofensiva en respuesta al calor, las emociones fuertes o al consumo de alimentos picantes. 